# Виллакур
Виллаку́р (фр. Villacourt) — коммуна во французском департаменте Мёрт и Мозель региона Лотарингия. Относится к  кантону Байон.	

## География
Виллакур расположен в 29 км к юго-востоку от Нанси. Соседние коммуны: Фровиль на севере, Клайер на северо-востоке, Борвиль на востоке, Лоромонзе на юго-востоке, Сен-Жермен на юге, Вирекур и Байон на северо-западе.

## Демография
Население коммуны на 2010 год составляло 470 человек.
| 1962 | 1968 | 1975 | 1982 | 1990 | 1999 | 2010 |
| ---- | ---- | ---- | ---- | ---- | ---- | ---- |
| 440  | 440  | 389  | 407  | 411  | 457  | 470  |

## Достопримечательности
- Церковь Сен-Мартен XV—XVI веков, романская башня, портал XVI века, орган 1842 года.